# Nowy Świat (Beskid Mały)
Nowy Świat (663 m n.p.m.) – szczyt w centralnej części Grupy Magurki Wilkowickiej w Beskidzkie Małym. Znajduje się w bocznym grzbiecie oddzielającym doliny potoków Ponikwa i Żarnówka Duża. Grzbiet ten odgałęzia się od wierzchołka Kopców po południowej stronie Groniczków i poprzez przełęcz Przegib i Nowy Świat opada do doliny Soły.
Nazwa szczytu pochodzi od należącego do Międzybrodzia Bialskiego osiedla Nowy Świat, zlokalizowanego na grzbiecie poniżej szczytu.
Szczyt i zbocza Nowego Światu porasta las. Dawniej jednak teren ten był bezleśny, były tutaj pola u prawne i pastwiska. Świadczą o tym m.in. kupy kamieni tzw. kródy, które zbierano z pól. Zalesiono go w czasie II wojny światowej. Grzbietem biegnie zielony szlak turystyczny, który poniżej Gaików, na głównym grzbiecie Grupy Magurki Wilkowickiej krzyżuje się z dwoma szlakami biegnącymi głównym grzbietem (czerwonym i niebieskim).
Nowy Świat znajduje się w granicach wsi Międzybrodzie Bialskie w województwie śląskim, w powiecie żywieckim, w gminie Czernichów.
Szlaki turystyczne
 Zapora Porąbka – Żarnówka Mała – Żarnówka Duża – Nowy Świat – Przegib – Gaiki. Czas przejścia: 3 h, 2:15 h.